# Лозарі
Лозарі (хорв. Lozari) — населений пункт у Хорватії, в Істрійській жупанії у складі міста Бує.

## Населення
Населення за даними перепису 2011 року становило 21 осіб.
Динаміка чисельності населення поселення:

## Клімат
Середня річна температура становить 13,46 °C, середня максимальна – 27,11 °C, а середня мінімальна – -1,26 °C. Середня річна кількість опадів – 955 мм.
| Клімат поселення                              | Клімат поселення | Клімат поселення | Клімат поселення | Клімат поселення | Клімат поселення | Клімат поселення | Клімат поселення | Клімат поселення | Клімат поселення | Клімат поселення | Клімат поселення | Клімат поселення | Клімат поселення |
| Показник                                      | Січ.             | Лют.             | Бер.             | Квіт.            | Трав.            | Черв.            | Лип.             | Серп.            | Вер.             | Жовт.            | Лист.            | Груд.            |                  |
| Середній максимум, °C                         | 9,74             | 10,94            | 14,18            | 17,54            | 22,55            | 26,57            | 27,11            | 26,82            | 22,33            | 17,64            | 12,48            | 8,88             |                  |
| Середня температура, °C                       | 4,24             | 5,46             | 8,69             | 12,06            | 17,04            | 21,08            | 23,40            | 23,10            | 18,64            | 13,94            | 8,77             | 5,17             |                  |
| Середній мінімум, °C                          | −1,26            | −0,04            | 3,20             | 6,56             | 11,56            | 15,58            | 19,69            | 19,40            | 14,93            | 10,22            | 5,05             | 1,46             |                  |
| Норма опадів, мм                              | 66               | 54               | 67               | 76               | 75               | 85               | 57               | 84               | 96               | 109              | 103              | 83               |                  |
| Середньомісячна швидкість вітру, м/с          | 1.98             | 2.24             | 2.35             | 2.38             | 2.16             | 2.07             | 2.06             | 2.01             | 2.02             | 2.21             | 2.23             | 2.13             |                  |
| Середньомісячна сонячна радіація, кДж/м²·день | 4402             | 7370             | 10687            | 15160            | 19232            | 21129            | 22177            | 18899            | 13944            | 8951             | 4907             | 3722             |                  |
| --------------------------------------------- | ---------------- | ---------------- | ---------------- | ---------------- | ---------------- | ---------------- | ---------------- | ---------------- | ---------------- | ---------------- | ---------------- | ---------------- | ---------------- |
| Джерело:                                      |                  |                  |                  |                  |                  |                  |                  |                  |                  |                  |                  |                  |                  |